# Prskavac
Prskavac (lat. Impatiens noli-tangere) je jednogodišnja zeljasta biljka iz familije balzaminke (Balsaminaceae). U narodu je poznata još po imenima šumska balzamina, obični nedirak, netik i kurjača.

## Opis
Stablo je uspravno i četvorobrido, golo i u gornjem delu razgranato. Može narasti od 30 cm do 1 m. Listovi su na dugim drškama, naizmenični, jajasti i nazubljeni. Cvetovi su dvopolni, zigomorfni, veličine od 3 cm do 4cm, nalaze se na tankim cvetnim drškama i rastu iz pazuha listova. Cvet se sastoji iz 5 žutih latica koje sa unutrašnje strane imaju crvene tačkice. Čašica se sastoji od 3 listića koji su takođe žute boje. Poseduje 5 prašnika, čije su antere spojene. Gineceum se sastoji iz 5 sraslih karpela. Plod je petodelna, mesnata, duguljasta, viseća kapsula, koja na dodir puca na 5 spiralnih delova i izbacuje semenke i do nekoliko metara udaljenosti. Semena su gola i naborana, veličine oko 4 mm. Cveta od jula do septembra.

## Stanište i rasprostranjenost
Pronađena je u Evropi, Aziji i Severnoj Americi. Raste na zaklonjenim, hladnim i vlažnim mestima, u listopadnim šumama, uz reke i potoke.

## Upotreba
Koristi se za lečenje hemoroida, a takođe je i laksativ i diuretik. Pri većim količinama može da izazove povraćanje, tako da je potrebno biti pažljiv prilikom upotrebe. Mladi listovi i stabljike se koriste u ishrani.